# A&A Medical
A&A Medical Iași este o companie distribuitoare de medicamente din România.
Număr de angajați în 2008: 243 de angajați
Cifra de afaceri în 2008: 36 milioane euro